# Uhorsk, Șumsk
Uhorsk (în ucraineană Угорськ) este o comună în raionul Șumsk, regiunea Ternopil, Ucraina, formată numai din satul de reședință.

## Demografie
Componența lingvistică a comunei Uhorsk
     Ucraineană (99,7%)
     Alte limbi (0,3%)
Conform recensământului din 2001, majoritatea populației comunei Uhorsk era vorbitoare de ucraineană (99,7%), existând în minoritate și vorbitori de alte limbi.